# 阿瑟鎮區 (北卡羅萊納州皮特縣)
阿瑟鎮區（英語：Arthur Township）是位於美國北卡羅萊納州皮特縣的一個鎮區。

## 地方資料
阿瑟鎮區的面積為88.59平方千米，當中陸地面積為88.54平方千米，而水域面積為0.05平方千米。根據2020年美國人口普查的數據，當地共有人口7607人，而人口密度為每平方千米85.87人。